# Annales Botanici Fennici
Annales Botanici Fennici (abreviado Ann. Bot. Fenn.) es una revista ilustrada con descripciones botánicas que es editada en Helsinki. Se publica desde el año 1964. Fue precedida por Suomalaisen Elain-ja Kasvitieteellisen Seuran Vanamon kasvitieteellisia julkaisuja.